# 名護鉄工所
株式会社名護鉄工所（かぶしきがいしゃなごてっきょうじょ）は、沖縄県西原町に本社を置く、アルミサッシなどを取り扱う会社である。

## 概要
同県内でホームセンターを運営するメイクマンはかつて同社の1部門だった。

## 沿革
- 1945年12月20日 - 名護市字宮里に大東亜戦争で破壊された機械器具の製作及び修理の目的で共同作業の組織で発足する。
- 1948年11月15日 - 株式会社名護鉄工所とし、鉄工製品、金属製品の製造加工、販売、その他付帯する事業を営むことを目的として発足する。
- 1953年 - 那覇市の水道工事にともない、水道用鋳物製品を受注。
- 1955年 - 沖縄初の鉄骨工事グランドオリオンの鉄骨工事を受注完成させる。
- 1956年11月 - 名護市名護133番地に土地を購入移転する。
- 1962年
  - 5月 - 鋳物工場を閉鎖してアルミサッシの製造を開始する。 　　　　　　
  - 10月 - 那覇市宗元寺町1の72の3番地に那覇出張所を新設し、アルミサッシの販促をはかる。
- 1965年6月23日 - 川鉄建材株式会社の沖縄に於ける協力工場となり、川鉄テーパースチールを取り扱う。
- 1969年11月 - 浦添市字城間に土地を購入、浦添工場を新設してアルミサッシの製造工場とする。名護のアルミサッシ部門と那覇出張所とを浦添工場に統合する。
- 1966年12月 - 神鋼ノースロップ株式会社と技術提携をなす。
- 1969年11月 - 浦添工場に鉄骨部門の工場を新設する。同時に発色アルマイト設備を増設する。
- 1972年
  - 7月1日 - 本店を現在地に移転する。 　　　　　　
  - 12月 - アルミサッシ形材販売を開始し、名護鉄グループ店の組織を作り、アルミサッシの製造販売の強化を図る。
- 1973年
  - 2月 - 川崎メタルビル指定施工店となる。 　　　　　　
  - 5月 - 西原町小那覇に土地を購入して鉄工工場を新設。 　　　　　　
  - 7月 - アルミサッシのJIS表示許可工場となる。
- 1974年
  - 3月 - 浦添工場鉄骨部を西原工場に移転する。 　　　　　　
  - 7月 - 国道58号線沿いに自社ビルを建設
- 1975年1月 - 日本DIY店協会と業務提携契約をなし、沖縄で初のDIY店メイクマンを自社ビルに開店する。
- 1976年
  - 9月 - 鉄工部を廃止、鉄骨工場を閉鎖する。 　　　　　　
  - 10月 - 西原町小那覇の鉄工部のあとに、「日用品から重機まで受託販売」の店ニューマン開店
- 1981年7月 - アルマイト工場を閉鎖する。
- 1993年10月 - 西原町小那覇の「受託販売」の店ニューマンを閉鎖。他テナントへ賃貸業開始する。
- 2014年2月 - 西原町小那覇に本社を移転

## 参考
株式会社名護鉄工所　会社概要